# 弘福寺 (貴陽市)
弘福寺（こうふくじ）は、中華人民共和国貴州省貴陽市雲岩区黔霊山にある仏教寺院。

## 歴史
1672年（清の康熙11年）、赤松和尚により創建された。赤松和尚が円寂した後、彼の弟子である翟脈は方丈の地位を引き継いだ。
1739年（清の乾隆4年）、清政府は寺院に大蔵経を与えた。
1929年、果瑤法師はここで貴州仏学院を創立した。
中華人民共和国成立後、懐一法師は方丈を担当した。
1966年、毛沢東が文化大革命を発動し、弘福寺の宗教活動は中止に追い込まれた。弘福寺のすべての文化財が消えた。
1983年、中華人民共和国国務院は弘福寺を漢族地区仏教全国重点寺院に認定し、同時に省級重点文物保護対象に評定された。
1987年7月28日に管理権を仏教界に返還し、貴州省仏教協会会長・恵海法師が弘福寺の法事を取り仕切ることになっている。

## 伽藍
弘福寺の建築は三重と分けられ、大雄宝殿（本堂）、観音殿（中殿）、弥勒殿（前殿）からなる。蔵経楼等が配置される。
- 山門。山門の額に中国仏教協会会長の趙樸初が書いた作品がある。山門の両側に石獅子。

- 大雄宝殿。大雄宝殿は華厳三聖をまつる。

## 文化財
銅の鐘は重さ1500キロで、1469年（明の成化5年）に鋳造され、もともとは貴陽城内大興寺にあったが、1980年にここに移った。

## 文学
明代の地理学者の徐霞客が1638年4月11日弘福寺を訪ね、「九曲径」を下り、北に「麒麟洞」がある。